# 레베카 셸호른
레베카 셸호른(Rebecca Schelhorn, 1995년 ~ )은 독일의 가수이다.